# سیمره
رود سیمره از سرشاخه‌های مهم رود کرخه است که از به هم پیوستن رودخانه گاماسیاب در نهاوند و رودخانه قره سو از شهرستان روانسر در استان کرمانشاه در ۲۵ کیلومتری جنوب شرقی شهر کرمانشاه و شمال شرقی استان ایلام در شهرستان هلیلان، تشکیل می‌گردد و پس از سرریز رودخانه شهرستان چرداول به سد سیمره در شهرستان بدره و در جنوب استان ایلام و شمال استان خوزستان با پیوستن رود زال و رودخانه کشکان از شهرستان پلدختر در استان لرستان به سیمره، رودخانه کرخه تشکیل می‌شود.

سد سیمره

## وجه تسمیه
نام سیمره برگرفته از نامم شهر باستانی سیمره در حاشیه رود است. «سیمره» یا «داماکتو»، شهری باستانی مربوط به دوران پیش از اسلام بود که در مسیر رود سیمره و استان ایلام، قرار داشت. وقوع زلزله ۳۲۴ هجری شمسی باعث ویرانی کامل سیمره شد و مردم آن شهر جدید را در محل دره شهر بنا کردند.

## محیط زیست

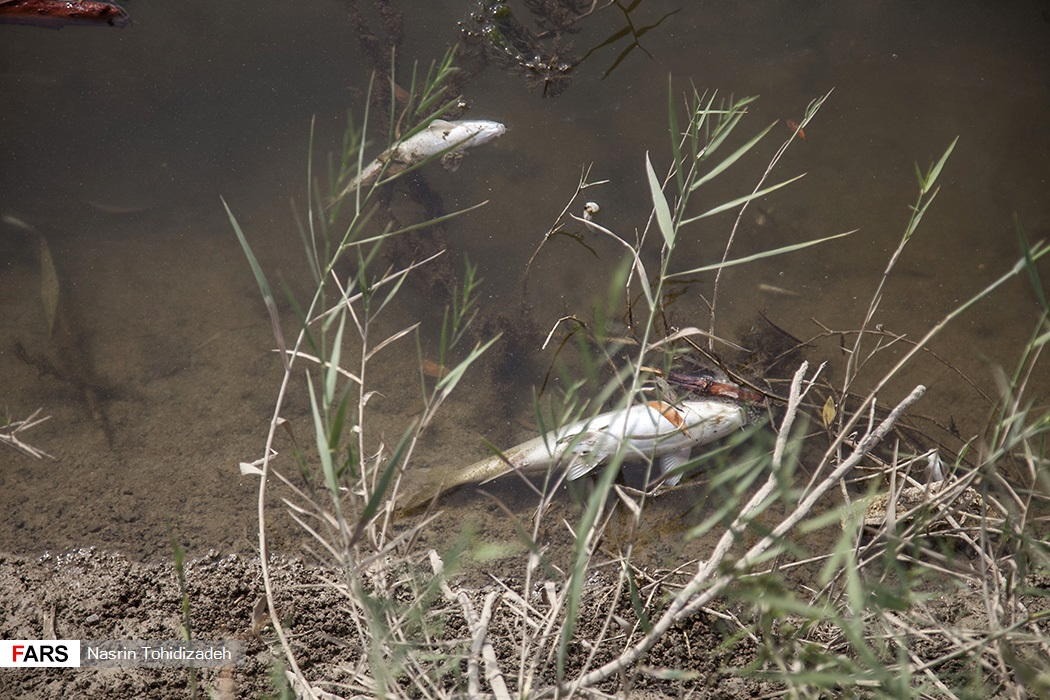
آلودگی رود قره سو کرمانشاه موجب نابودی گونه‌های زیستی رود سیمره شده است

سد سیمره: سیمره سرشاخه اصلی رود کرخه است و آبگیری سد تأثیر ویرانگری و جدی بر وضعیت کم‌آبی کرخه دارد. از یک سو تأمین آب کشاورزی مناطق دشت آزادگان حمیدیه و هویزه در خوزستان دچار مشکل شده است و از سوی دیگر عملکرد تالاب هورالعظیم به عنوان سپر حفاظتی خوزستان در مقابل ریز گردها دچار اختلال شده است.
انتقال آب به ماهیدشت
در دههٔ ۵۰ خورشیدی پروژه‌ای برای انحراف بخشی از آب سیمره به سمت دشت ماهیدشت در کرمانشاه ارائه شد. در این طرح بخشی از آب رودخانهٔ سیمره در نقطه‌ای به نام تنگ گرماب در لرستان به رودخانهٔ مرگ هدایت شده و اراضی مناطق سرفیروزآباد، ماهیدشت، سنجابی و روانسر را سیراب کرده و سپس به صورت منحنی، مازاد آب دوباره به سیمره بازمی‌گشت. این پروژه پس از انقلاب ۱۳۵۷ نادیده گرفته و تعطیل شد، که در نتیجهٔ آن بیش از ۹۰ درصد از اراضی ماهیدشت هم‌اکنون به صورت دیم کشت می‌شود، و حفر بی‌رویهٔ چاه‌های عمیق و نیمه‌عمیق در آن مناطق صدمات سنگینی به سفره‌های آب زیرزمینی وارد آورده است.